# کوسه‌لر (کاهتا)
کوسه‌لر (به ترکی استانبولی: Köseler) یک منطقهٔ مسکونی کردنشین در ترکیه است که در کاهتا واقع شده‌است.